# Joseph Taiwo
Joseph Taiwo (24 de agosto de 1959) é um antigo atleta nigeriano que competia na modalidade de triplo salto. Detém um recorde pessoal de 17.22 m, conseguido em 1988, que faz dele o segundo melhor saltador triplo nigeriano, depois de Ajayi Agbebaku.
Taiwo recebeu uma bolsa para frequentar a Universidade de Washington entre 1982 e 1984, onde despontou para o triplo salto.
Esteve presente nos Jogos Olímpicos de 1984 e de 1988 e em ambas edições se classificou em nono lugar na respetiva final. Foi vencedor dos Campeonatos Africanos de Atletismo em 1984 e ganhou a medalha de prata nos Jogos Pan-Africanos de 1987.
Taiwo continuou a residir nos Estados Unidos, sendo casado e tendo dois filhos, um dos quais (Jeremy Taiwo) é também atleta.